# 털리도 스톰
| 털리도 스톰   | |
| 콘퍼런스      | 북부 콘퍼런스 (1997년~2003년) 동부 콘퍼런스 (2003년~2005년) 아메리칸 콘퍼런스 (2005년~2007년)                                             |
| 디비전        | 웨스트 디비전 (1991년~1993년) 노스 디비전 (1993년~1997년) (2005년~2007년) 노스웨스트 디비전 (1997년~2003년) 노스턴 디비전 (2003년~2005년) |
| 설립연도      | 1991년 |
| 해체연도      | 2007년 |
| 역사          | 털리도 스톰 (1991년~2007년) 털리도 월아이 (2009년~현재)                                                                                   |
| 경기장        | 털리도 스포츠 아레나 |
| 연고지        | 오하이오주 털리도 |
| 상징색        | 빨강, 하양 |
| 구단주        | |
| 단장          | |
| 감독          | |
| NHL 제휴      | |
| AHL 제휴      | |
| 정규시즌 우승 | 2 (1992, 2003) |
| 콘퍼런스 우승 | 2 (1993, 1994) |
| 디비전 우승   | 6 (1992, 1993, 1994, 1996, 2003, 2006) |
| 켈리 컵       | 2 (1993, 1994) |
| 영구 결번     | |

털리도 스톰(Toledo Storm)는 미국 오하이오주 털리도를 연고지로 하는 1991년부터 2007년까지 ECHL 소속되었던 아이스 하키팀이다.

## 역대 홈경기장
| 경기장               | 사용기간      | 수용인원 | 장소              | 비고 |
| -------------------- | ------------- | -------- | ----------------- | ---- |
| 털리도 스톰          |               |          |                   |      |
| 털리도 스포츠 아레나 | 1991년~2007년 | 5,230명  | 오하이오주 털리도 | 빈칸 |